# Trương Thị Ánh
Trương Thị Ánh (sinh ngày 13 tháng 3 năm 1959) tại Đồng Nai. Bà từng Đại biểu Quốc hội Việt Nam khóa XII, XIII, Thành ủy viên, Phó Chủ tịch Hội đồng nhân dân Thành phố Hồ Chí Minh, là người kế nhiệm cho ông Huỳnh Thành Lập nhận nhiệm vụ khác của Quốc hội; nguyên là Chủ tịch Hội Phụ nữ Thành phố Hồ Chí Minh.

## Tiểu sử
Trương Thị Ánh, sinh ngày 13 tháng 3 năm 1959. Quê quán: xã Tân Định, huyện Vĩnh Cửu, tỉnh Đồng Nai. Hiện cư ngụ tại số 162 đường Cô Giang, phường Cô Giang, quận 1, Thành phố Hồ Chí Minh.
- Từ tháng 4 năm 1975 đến năm 1977: Bà là Bí thư Chi đoàn lớp, Bí thư liên Chi đoàn Khối lớp Trường Hưng Đạo;
- Từ năm 1977 đến năm 1981: Bà là Thường trực, Phó Bí thư, Bí thư Đoàn phường 21, quận 1, TP. HCM. Bà được kết nạp vào Đảng Cộng sản Việt Nam ngày 03 tháng 02 năm 1981;
- Từ năm 1982 đến năm 1989: Bà là Phó Bí thư Quận đoàn 1. Năm 1987 Bà được cử đi học tại Trường Đảng Nguyễn Ái Quốc II;
- Từ năm 1990 đến tháng 7 năm 2005: Bà công tác tại Quận 1, giữ các chức vụ: Bí thư Quận đoàn 1, Ủy viên Ban Thường vụ Thành đoàn, Ủy viên Ban Thường vụ Quận ủy 1 (tháng 3/1996); Chủ nhiệm Ủy ban Kiểm tra Đảng Quận ủy 1 (tháng 10/1996), Phó Bí thư Quận ủy kiêm Chủ nhiệm Ủy ban Kiểm tra Đảng Quận ủy 1 (tháng 11/1997); Phó Bí thư Quận ủy, Quyền Chủ tịch, Chủ tịch ủy ban nhân dân quận 1 (tháng 4/1998). Năm 2001 Bà được bầu vào Ban Chấp hành Đảng bộ thành phố;
- Từ tháng 8 năm 2005 đến tháng 7 năm 2010: Bà là Ủy viên Đoàn Chủ tịch Liên hiệp Hội Phụ nữ Việt Nam, Thành ủy viên, Bí thư Đảng Đoàn, Chủ tịch Hội Liên Hiệp Phụ nữ thành phố Hồ Chí Minh;
- Từ tháng 8 năm 2010 đến nay: Bà là Thành ủy viên, Phó Bí thư Đảng Đoàn, Phó Chủ tịch Hội đồng nhân dân Thành phố Hồ Chí Minh;
- Bà là Đại biểu Quốc hội Việt Nam khóa XII.
- Bà được Ủy ban Mặt trận Tổ quốc Việt Nam thành phố Hồ Chí Minh giới thiệu ra ứng cử Đại biểu Quốc hội khóa XIII nhiệm kì 2011-2016, đơn vị bầu cử số 2: Quận 7, huyện Nhà Bè, huyện Cần Giờ, sau đó trúng cử.
- Kể từ ngày 1 tháng 4 năm 2019, Trương Thị Ánh nghỉ hưu hưởng chế độ bảo hiểm xã hội.[1]
- Ngày 8 tháng 4 năm 2019, Trương Thị Ánh được Hội đồng nhân dân Thành phố Hồ Chí Minh khóa 9 kì họp thứ 13 (bất thường) miễn nhiệm chức danh Phó Chủ tịch Hội đồng nhân dân TPHCM.

## Phong tặng
- Huân chương Lao động hạng III[cần dẫn nguồn]
- Bằng khen Thủ tướng[cần dẫn nguồn]
- Bằng khen của Trung ương Hội[cần dẫn nguồn]
- Huy chương Vì thế hệ trẻ[cần dẫn nguồn]
- Huy chương Vì sự nghiệp giải phóng Phụ nữ[cần dẫn nguồn]
- Huy hiệu thành phố Hồ Chí Minh[cần dẫn nguồn]
- Danh hiệu Chiến sĩ thi đua cơ sở và thành phố nhiều năm liền[cần dẫn nguồn]